# Portadown (stacja kolejowa)
Portadown (ang. Portadown railway station) – stacja kolejowa w Portadown w hrabstwie Merthyr Armagh, w Irlandii Północnej. Znajduje się na linii Belfast – Dublin. Jest obsługiwana przez pociągi NI Railways.

## Historia
Stacja została otwarta w 1842.

## Linie kolejowe
- Linia Belfast – Dublin